# Pierre Sol-Beauclair
Pour les articles homonymes, voir Sol et Beauclair (homonymie).
Pierre Sol-Beauclair, né le 14 février 1754 à Saverdun (Ariège), mort le 1er avril 1814 à Bayonne (Pyrénées-Atlantiques), est un général français de la Révolution et de l’Empire.

## Biographie
Il entre en service le 1er septembre 1774, comme lieutenant dans le corps du génie. Il reçoit son brevet de capitaine le 19 octobre 1788, puis il passe aide de camp du général Rosières, inspecteur général du génie le 30 juin 1791. Affecté à l’armée des Pyrénées orientales, il mérite par sa bravoure et ses talents un avancement rapide. Il est nommé adjudant-général chef de bataillon le 8 mars 1793 et adjudant-général chef de brigade le 18 juillet 1793.
Il est promu général de brigade provisoire le 5 septembre 1793 et sa nomination est approuvée le 23 décembre suivant. Il fait les campagnes de 1793 à l’an III, aux armées des Alpes et d’Italie. Le 4 juillet 1795, il prend le commandement de Toulouse, et le 17 mars 1798, à la suite d’une plainte des autorités de Toulouse contre lui, qu’elles accusent d’incivisme, il est relevé de ses fonctions.
Le 10 septembre 1800, il est admis au traitement de réforme, et le 28 janvier 1803, il est remis en activité comme sous-commandant de la garnison de Dunkerque. Il est fait chevalier de la Légion d’honneur le 11 décembre 1803, et officier de l’ordre le 14 juin 1804.
Il commande la place de Bayonne du 19 octobre 1804, au 1er avril 1814, date de sa mort dans cette ville.

### Sources
- (en) « Generals Who Served in the French Army during the Period 1789 - 1814: Eberle to Exelmans »
- Thierry Pouliquen, « Les généraux français et étrangers ayant servis [sic] dans la Grande Armée » (consulté le 4 février 2015)
- A. Lievyns, Jean Maurice Verdot, Pierre Bégat, Fastes de la Légion-d'honneur, biographie de tous les décorés accompagnée de l'histoire législative et réglementaire de l'ordre, Bureau de l’administration, janvier 1844, 529 p. (lire en ligne), p. 495
- (pl) « Napoléon.org.pl »
- Étienne Charavay, Correspondance générale de Carnot, tome 4, imprimerie Nationale, 1907, p. 88.
- Arthur Chuquet, Ordres et apostilles de Napoléon (1799-1815), paris, librairie ancienne Honoré Champion, 1911, p. 94 - 283
- Georges Six, Dictionnaire biographique des généraux & amiraux français de la Révolution et de l'Empire (1792-1814), Paris : Librairie G. Saffroy, 1934, 2 vol., p. 461